# Sint-Victor-en-Leonarduskerk

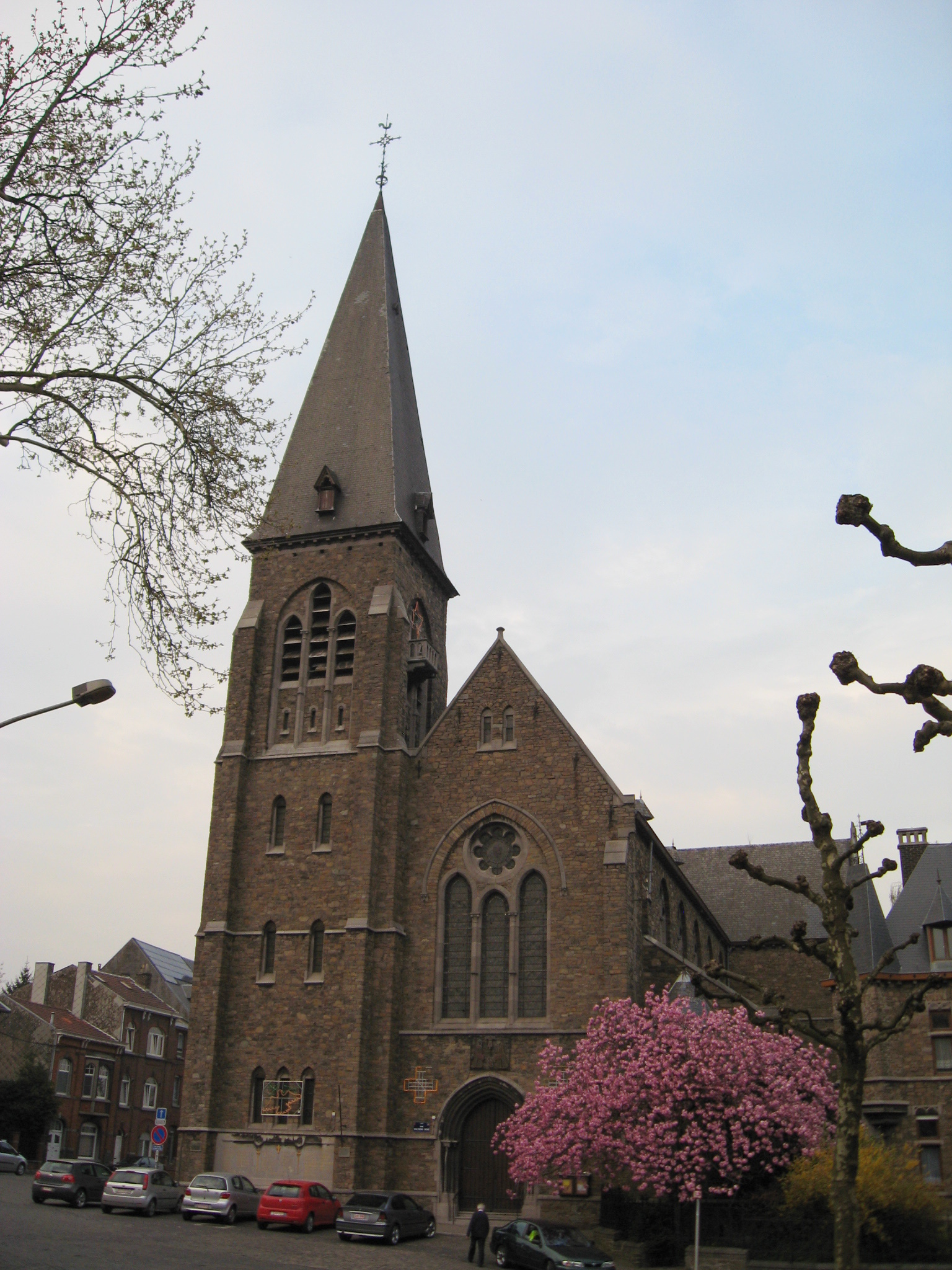
Sint-Victor-en-Leonarduskerk

De Sint-Victor-en-Leonarduskerk (Frans: Église Saint-Victor et Saint-Léonard) is een rooms-katholiek kerkgebouw in de wijk Thier-à-Liège van de Belgische stad Luik. De kerk is gelegen aan de Rue Walthère Dewé.
Deze neogotische kruisbasiliek, die in 1905 werd ingewijd door bisschop Victor-Joseph Doutreloux, werd gebouwd in natuursteenblokken. De voorgevel wordt geflankeerd door een aangebouwde toren, welke bekroond wordt door een spits tentdak.